# Простори спогадів. Форми і трансформації культурної пам'яті
"Простори спогадів. Форми і трансформації культурної пам'яті" - праця німецької дослідниці Аляйди Ассман. Працювала разом зі своїм чоловіком Яном Ассманом, разом з ним виступає на конференціях та продовжує спільну роботу над теорією культурної пам'яті. Під культурною пам'яттю авторка розуміє набір символів, текстів, зображень і ритуалів, притаманний кожному суспільству та кожній епосі. Завдяки ним певна група людей передає бачення неї самої, а також колективне знання про минуле. Книга складається із трьох частин - функції, засоби та носії культурної пам'яті.
Культурна пам’ять представлена групою символічних фігур, до яких прикріплені спогади. Цей вид пам’яті керується та спрямовується - крім живого організму є специфічні матеріальні носії та передавачі знань.
Різні форми функціонування пам'яті стають предметом дискусій другої половини ХХ століття і полем для дослідження та інтелектуальних пошуків для німецьких дослідників Аляйди Ассман та Яна Ассмана.
Книга була створена на основі докторської дисертації А. Ассман, присвячена розгляду основоположних медій і стратегій культурної пам’яті на прикладах творчості Шекспіра та Вордсворта, а також діяльності сучасних митців.
"Простори спогадів" Аляйди Ассман – це серія своєрідних експериментів деконструювання минулих поколінь з метою проявлення механізмів культурної пам’яті у різних контекстах.

## Зміст та основні ідеї

### Функції
У першому розділі авторка посилається на багатьох дослідників, філософів та вчених, які вивчали пам'ять, а тоді робить своє фундаментальне відкриття: окреслює межі пам’яті і визначає їхні види - функціональна та накопичувальна.
1) функціональна, або населена, пам’ять, якій властиві групові зв’язки, вибірковість та орієнтація на майбутнє;
2) історичні науки становлять пам’ять пам’яті - іншими словами, накопичувальна пам'ять.
Аляйда Ассман, окреслюючи «простори спогаду» та культурної пам’яті, виокремила дві форми цих феноменів: функціонально-освоєну пам'ять та накопичувально-необжиту. Тут поєднуються два протилежні процеси – забуття й (ритуального) пригадування, наповнення й спорожніння, а також різні форми репрезентації знань, ідей, уявлень: канон, пантеон, тезаурус тощо. Крім того, дослідниця вказала на дві зовсім різні форми рецепції пам’яті: з одного боку, пам’яті – джерела, резервуару, імпульсу для розвитку, з іншого – пам’яті-тягаря, що, навпаки, гальмує суспільний розвиток тощо. При цьому письмо в концепції А. Ассман стає одним з ключів до культурної пам’яті навіть на метафоричному рівні: вона відтворюється, зокрема через «перезапис» інформації.
За словами Яна та Аляйди Ассман, коли об'єкти відокремлюються від "яскравих" спогадів, які людина переживала індивідуально, то спогади, які залишаються відкладеними в цих об'єктах, переходять у царину культурної пам’яті.
Падіння престижу давньої мнемотехніки у XVII та XVIII ст. привело до відкриття спогаду. Авторка аналізує тематичний вірш Вільяма Водсворта, де він протиставляє пам'ять і спогад. Поети поділяють з істориками завдання культурної пам'яті і закарбовують варті для запам'ятовування події. Спогад та поезія тісно пов'язані між собою.

### Медії
У цьому розділі розглядаються метафори письма (воно є незамінне та багатозначне, проте водночас - неповне і дещо хибне, адже тривка присутність написаного суперечить нетривкій метафориці спогаду), простору (місця уславлення, театри пам'яті, бібліотеки, горища), часові метафори пам'яті (образи, забуття, перервність, розпад і реконструкція).
Письмо - це кодування мови у формі візуальних знаків. Цей розділ дає змогу зрозуміти, яким чином письмо функціонує як засіб увічнення. Наприклад, папірус уже в ХІІІ ст. до н.е. порівнювали з консервувальною силою поховань і книг, що в результаті привело до переконання, що письмо є дієвою зброєю проти забуття. За доби Ренесансу побутувала впевненість, що саме в текстах закарбовуються, хоча і невелика частина, проте вирішальні події. Письмо уможливювало міжлюдську комунікацію, долаючи прірву забуття..
Афект відіграє важливу роль в історії мнемотехніки. Коли ми бачимо щось жахливе, неприємне або велике чи смішне, то це закарбовується в нашій пам'яті на довгий час. Те, що у молодості є афектом, у спогадах у більш старшому віці перетворюється на символ. Афект і символ - це різні стабілізатори.
Конкретне місце пам’яті завжди викликає у спостерігача певні індивідуальні спогади, які переходять у більш колективні. Авторка підкреслює, що такі місця, навіть якщо їх глибинно дослідити, все одно  зберігатимуть свої таємниці. Цитуючи Вальтера Беньяміна – «засновника» аури, Аляйда стверджує, що поєднання близького та далекого наділяє місця пам’яті особливою аурою.
Особливе місце у розділі авторка виділяє могилам та могильним пам'ятникам. Вона стверджує, що справа не тільки в пам'яті про померлу людину, як в самій особистості, не в спогадах, а в тому, що існує зараз. Пам'ять місця гарантує присутність мертвих; тоді як монумент просто відволікає увагу від місця як репрезентативний символ.

### Накопичувачі
Архів - це колективний накопичувач знань, що виконує різноманітні функції. Важливу роль відіграють три показники: консервація, відбір і доступність.
Мішель Фуко визначає архів так: "Це насамперед закон, який визначає те, що може бути сказаним (...), те, що сприяє тому, щоб усі ці висловлені речі не накопичувалися до нескінченності аморфною масою..."
Екологічна свідомість наполягає на тому, що матеріальність продуктів має формуватися таким чином, щоб після фази їхнього споживання вони не продовжували існувати як релікти, а включалися в циркуляцію речовини (принаймні в процесі технічного демонтажу та оновлення).
У розділі йде мова про митців, що розвинули нові показові форми мистецтва як пам'яті: Ансельма Кіфера, Зиґрида Зиґурдсона, Анну та Патрика Пвар'є.
Як зазначає Ассман, архів та сміттєзвалище також можуть бути прочитані, наприклад, як емблеми та симптоми культурного пригадування й забуття.